# Thomasomys oreas
Thomasomys oreas is een zoogdier uit de familie van de Cricetidae. De wetenschappelijke naam van de soort werd voor het eerst geldig gepubliceerd door Anthony in 1926.

## Voorkomen
De soort komt voor in Bolivia en Peru.